# Loxapine
Wikipédia ne donne pas d'avis médical : seul un professionnel (médecin, pharmacien, etc.) est habilité à le faire.
Ne doit pas être confondu avec la clozapine, un antipsychotique de seconde génération, malgré leurs similarités importantes.
La loxapine (DCI) est un médicament antipsychotique de première génération.
Aujourd'hui, cet antipsychotique, anciennement appelé neuroleptique, ou « tranquillisant majeur », est principalement utilisé comme tranquillisant en raison de ses puissantes actions sédatives, anxiolytiques et antipsychotiques (antihallucinatoires et antidélirantes).
Elle est commercialisée en France depuis 1978 sous le nom de Loxapac,, et le fut également sous le nom de spécialité Adasuve en 2014, sous forme de poudre pour inhalation en récipient unique, qui fut retirée du marché français.
Il s'agit de l'un des antipsychotiques de première génération les plus utilisés en France, souvent dans un contexte d'urgence ou de troubles en phase aigue,,.

## Classe chimique
La loxapine est un dérive de la dibenzoxazépine. Sa structure chimique est très proche de celle de la clozapine, un antipsychotique de seconde génération dérivé de la dibenzodiazépine (à ne pas confondre avec les benzodiazépines); Cependant, ces deux molécules n'agissent pas de la même façon et n'ont pas le même profil d'effets secondaires.

Formules topologiques de la loxapine et de la clozapine. Les différences entre les deux molécules sont affichées en bleu et en rouge.

## Indications

### En France

#### Autorisation de mise sur le marché
Ses AMM en France sont les états psychotiques aiguës ou chroniques (schizophrénie, paranoïa, psychose hallucinatoire chronique…), les états d’agitations dans le cadre des psychoses et des troubles de la personnalité (trouble de la personnalité borderline, trouble de la personnalité antisociale) pour une courte durée et ce à partir de l’âge de 15 ans,.

### Utilisation
La loxapine est particulièrement efficace pour traiter l'agitation, l'agressivité, l'anxiété et les comportements autodestructeurs associés à certains troubles psychiques, ainsi que les troubles du comportement liés aux psychoses et aux troubles de la personnalité, tels que les tentatives de suicide, la violence ou l'agitation incoercible. Elle est également utilisée dans le traitement des états psychotiques aigus et chroniques.
Cependant, pour le traitement à long terme des troubles chroniques, elle est souvent moins privilégiée au profit de médicaments plus récents, comme les antipsychotiques de seconde et de troisième génération. Ces derniers présentent un risque moindre d'effets secondaires extrapyramidaux, qui incluent des symptômes moteurs tels que la dystonie (spasmes musculaires involontaires), le parkinsonisme (raideur musculaire, tremblements et bradykinésie), l'akathisie (agitation et incapacité à rester immobile) et les dyskinésies tardives (mouvements involontaires répétitifs, souvent affectant la langue et le visage). Ces effets peuvent être aigus, apparaissant peu après le début du traitement, ou retardés, se manifestant après une exposition prolongée. Ces antipsychotiques plus récents sont ainsi préférés en raison de leur profil de tolérance neurologique et moteur amélioré,.

## Pharmacologie

### Pharmacodynamique
La loxapine est un antipsychotique « polyvalent » qui possède des propriétés anxiolytiques et sédatives lorsqu'il est consommé sur de courtes périodes et des propriétés antipsychotiques (ou « incisives ») lorsqu'il est consommé sur de longues périodes. La loxapine est toutefois utilisée prioritairement pour ses propriétés sédatives.

#### Mécanisme d'action
Il s'agit d'un antagoniste ayant une forte affinité pour les récepteurs dopaminergiques D2, D3 et D4, les récepteurs sérotoninergiques 5-HT2A, 5-HT2C et 5-HT6, le récepteur adrénergique α1 et le récepteur histaminergique H1,,.

##### Singularité
Malgré le fait que la loxapine soit classifiée comme un antipsychotique de première génération, son affinité forte et son antagonisme liés aux récepteurs sérotoninergiques 5-HT2A la fait se comporter en clinique, à de faibles doses considérées comme sub-thérapeutiques, comme un antipsychotique de seconde génération,.

### Pharmacocinétique

#### Absorption
La loxapine est rapidement et entièrement absorbée. Le temps d'atteinte du pic plasmatique ou Tmax est de 1,5 heure (1 à 3 heures); elle subit l'effet d'un premier passage hépatique.

#### Métabolisme et activité des métabolites
Elle est métabolisée par le foie (notamment via ce premier passage hépatique) par déméthylation, N-oxydation et hydroxylation, par les cytochromes P450 CYP3A4, CYP2D6, CYP2C19, CYP2C8 et CYP1A2, formant les métabolites 8-hydroxy-loxapine et 7- hydroxy-loxapine (via hydroxylation), loxapine N-oxyde (via N-oxydation) et amoxapine (via déméthylation). La loxapine ne semble pas inhiber ni induire ces cytochromes (enzymes), ceci permettant que la métabolisation d'autres médicaments reste supposément inchangée.
Son métabolite actif principal est l'amoxapine, classé comme un antidépresseur tétracyclique, inhibiteur de la recapture de la noradrénaline, et de façon moins importante, de la sérotonine.

#### Excrétion
Son élimination est essentiellement rénale (de l'ordre de 70 %), sous forme de métabolites conjugués. Sa demi-vie d'élimination plasmatique est de l'ordre de 8 heures lors d'une prise per os.

## Données scientifiques et études
Une brève revue sur la loxapine n'a pas montré en définitive qu'elle était particulièrement efficace chez les patients avec une schizophrénie paranoïde.
Une méta-analyse menée en 2019, qui compare une large gamme d'antipsychotiques, montre que la loxapine présente une efficacité modérée pour améliorer les symptômes globaux de la schizophrénie (symptômes positifs, négatifs et cognitifs), en étant à la 13e place – en faveur de l'antipsychotique –, et étant plus efficace que la chlorpromazine, mais moins que l'halopéridol. En ce qui concerne la tolérance, évaluée à partir du taux de patients interrompant le traitement de manière imprévue, elle est également modérée, la loxapine étant à la 12e place.
Elle présente un risque élevé de provoquer des effets indésirables extrapyramidaux, de la sédation et des effets anticholinergiques par rapport aux autres antipsychotiques; ces effets secondaires sont dose-dépendants. Un traitement à base de loxapine accroît le risque pour le patient de se voir prescrire un correcteur anticholinergique, ceci menant à une polypharmacie.
La loxapine sous forme injectable intramusculaire aurait un effet plus rapide et une plus grande efficacité que l'halopéridol sous forme injectable intramusculaire sur l'agitation et l'agressivité de certains patients, et avec un profil de tolérance plus acceptable, notamment par rapport à un risque supposé faible d'allongement de l'intervalle QT à l'électrocardiogramme (ECG),,,.

## Efficacité
Selon la HAS, le service médical rendu de la loxapine est important.

## Effets secondaires
Ses effets secondaires sont classés par système-organe, leur fréquence de survenue est indéterminée :

### Affections hématologiques et du système lymphatique
- Agranulocytose
- Leucopénie
- Thrombopénie

### Affections cardiaques
- Modifications du rythme cardiaque

### Affections endocriniennes
- Hyperprolactinémie (aménorrhée, galactorrhée, gynécomastie)
- Prise de poids
- Perte de poids

### Affections oculaires
- Trouble de l'accommodation (effet anticholinerqique)
- Rétinopathie pigmentaire
- Pigmentation lenticulaire

### Affections gastro-intestinales
- Sécheresse de la bouche (effet anticholinergique)
- Constipation (effet anticholinergique)
- Iléus paralytique (effet anticholinergique)

### Troubles généraux et anomalies au site d’administration (lors d'une injection)
- Asthénie

### Affections du système immunitaire
- Réactions allergiques

### Investigations
- Anomalies du bilan hépatique

### Affections du système nerveux
- Sédation
- Dyskinésie précoce
- Torticolis spasmodique
- Crises oculogyres
- Trismus
- Dyskinésie tardive
- Syndrome extrapyramidal (tremblements, rigidité musculaire, bradykinésie, dystonie, dyskinésie, akathisie, hypomimie, troubles de la marche)
- Syndrome malin des neuroleptiques
- Convulsions

### Affections du rein et des voies urinaires
- Rétention urinaire

### Affections des organes de reproduction et du sein
- Dysfonction érectile
- Trouble du désir sexuel hypo-actif

### Affections vasculaires
- Troubles thromboemboliques
- Hypotension orthostatique

## Contre-indications
La loxapine ne doit pas être administrée en cas de coma alcoolique, de coma barbiturique, chez l'enfant et l'adolescent de moins de 15 ans, ni chez les patients présentant une hypersensibilité à l'un de ses composants ou a la loxapine elle-même.

## Précautions d'utilisation
La loxapine est à utiliser avec précaution en cas d’allaitement, de démence sénile, d’antécédents ou de présence de symptômes extrapyramidaux, de glaucome, de grossesse, d’hépatopathie, de maladies cardiovasculaires, de maladie de Parkinson, de néphropathie, chez les nouveau-nés exposés in utero au médicament, ainsi que dans le cadre de pathologies cérébrovasculaires. Elle est également à utiliser avec parcimonie chez les sujets âgés, notamment ceux à risque d'accident thromboembolique, d'hypotension artérielle, de crise convulsive, de rétention urinaire, ainsi que pour les traitements prolongés.

## Spécialités

### En France
La loxapine, commercialisée sous le nom Loxapac en France, est disponible sous forme de :

#### Enofficine
- Voie orale[11],[35]
  - boite de 30 comprimés pelliculés dosés à 25 mg de loxapine sous plaquettes ;
  - boite de 30 comprimés pelliculés dosés à 50 mg de loxapine sous plaquettes ;
  - boite de 30 comprimés pelliculés dosés à 100 mg de loxapine sous plaquettes ;
  - boite de solution buvable concentrée à 25 mg·ml-1 de loxapine contenant un flacon de 30 ml avec une seringue pour administration orale graduée de 5 en 5 mg jusqu'à 25 mg (le flacon se conserve jusqu'à 30 jours après sa première ouverture).

#### À l'hôpital(modèles hospitaliers)
- Voie orale[11],[35]
  - boite de 30 comprimés pelliculés dosés à 25 mg de loxapine sous plaquettes prédécoupées ;
  - boite de 30 comprimés pelliculés dosés à 50 mg de loxapine sous plaquettes prédécoupées ;
  - boite de 30 comprimés pelliculés dosés à 100 mg de loxapine sous plaquettes prédécoupées ;
  - boite de solution buvable concentrée à 25 mg·ml-1 de loxapine contenant un flacon de 60 ml avec une seringue pour administration orale graduée de 5 en 5 mg jusqu'à 100 mg (le flacon se conserve jusqu'à 30 jours après sa première ouverture).
- Voie parentérale[36]
  - boite de 10 ampoules de 2 ml de solution injectable pour injection intramusculaire concentrée à 25 mg·ml-1 de loxapine (50 mg·2 ml-1).

## Statut légal et prescription

### En France
La loxapine est une substance classée sur la liste I des médicaments, elle n'est donc disponible que sur ordonnance.
Les spécialités en contenant possèdent un taux de remboursement de 65 % et sont agréées aux collectivités dans les indications : « États psychotiques aigus » et « États psychotiques chroniques (schizophrénies, délires chroniques non schizophréniques : délires paranoïaques, psychoses hallucinatoires chroniques).
Elles ne sont pas remboursées ni agréées aux collectivités dans l'indication « États d'agitation, d'agressivité et anxiété associée à des troubles psychotiques ou à certains troubles de la personnalité à court terme et en alternative à la forme injectable ».
La spécialité de solution injectable de loxapine en ampoule pour injection intramusculaire est agréée aux collectivités ainsi que les modèles hospitaliers des formes per os.

## Recherche
La loxapine a été un des cinq antipsychotiques utilisés dans une étude sur la structure des neurones dans les parties du cerveau dont on pense qu'elles sont impliquées dans la schizophrénie. Seule la loxapine a été associée avec le développement de nouvelles connexions entre neurones (neurogenèse).

## Fait divers
Le 17 août 2010, il a été utilisé par malveillance contre des soignants de l'Hôtel-Dieu de Paris.